# VP Bank
Die VP Bank AG ist eine liechtensteinische Privatbank mit Sitz in Vaduz. Sie wurde 1956 durch den Fürstlichen Kommerzienrat Guido Feger gegründet und wurde eine der grössten Banken in Liechtenstein. Als international tätige Privatbank konzentriert sie sich auf Vermögensverwaltung für Privatpersonen und Finanzintermediäre.
Neben dem Hauptsitz in Liechtenstein umfasst die VP Bank Gruppe Gesellschaften mit Bankenlizenz in der Schweiz, Luxemburg, auf den Britischen Jungferninseln und in Singapur.
Die Aktien der VP Bank sind an der Schweizer Börse SIX Swiss Exchange kotiert.

## Geschichte

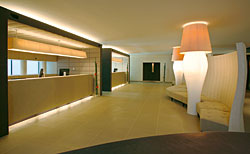
VP Bank-Schalterhalle Vaduz

Bis 1956 gab es in Liechtenstein nur zwei Banken: die Liechtensteinische Landesbank als Anstalt des öffentlichen Rechts und die Bank in Liechtenstein AG mit privatrechtlichem Charakter. Am 6. April 1956 errichtete Guido Feger mit einem Kapital von zwei Millionen Schweizer Franken die Verwaltungs- und Privat-Bank – die heutige VP Bank – in der Rechtsform einer Anstalt. Die Gründung war ein Ergebnis der Weiterentwicklung seines Allgemeinen Treuunternehmens (ATU) in Vaduz.
Die VP Bank eröffnete im April 2007 in Dubai und Hongkong und im September in Singapur eine Vermögensverwaltungsgesellschaft. Die VP Bank Gruppe erhielt im Juni 2008 von der MAS (Monetary Authority of Singapore) eine Banklizenz in Singapur. Die VP Bank AG (Schweiz) zog in die Alte Börse an der Zürcher Bahnhofstrasse 3 um.
2009 unterzeichnete Liechtenstein dreizehn internationale Abkommen zur Kooperation in Steuerfragen. Somit wurde das Delisting von der sogenannten «grauen Liste» der OECD erreicht. Für Liechtenstein haben vor allem die Abkommen mit grossen Staaten wie den USA, Grossbritannien, Deutschland und Frankreich eine positive Wirkung, was Glaubwürdigkeit, Reputationsgewinn und Rechtssicherheit für die Kunden betrifft.
2013 übernahm die VP Bank von der HSBC Trinkaus & Burkhardt (International) SA die Private-Banking-Aktivitäten sowie das auf Private Banking bezogene Fondsgeschäft in Luxemburg.
Im Dezember 2014 gab die VP Bank die Fusion mit der ebenfalls in Liechtenstein ansässigen Centrum Bank bekannt. Per 7. Januar 2015 übernahm die VP Bank alle Aktien der Centrum Bank, wodurch diese zu einer 100-prozentigen Tochtergesellschaft der VP Bank wurde. Die rechtliche Fusion wurde am 1. Mai 2015 vollzogen. Die Marxer Stiftung für Bank- und Unternehmenswerte, bisherige Alleineigentümerin der Centrum Bank, beteiligte sich im Gegenwert des Aktienkaufpreise an der VP Bank.
Einen Schwerpunkt der Geschäftstätigkeit stellt für die VP Bank das Fondsgeschäft dar. VP Fund Solutions ist das Fonds-Kompetenzzentrum der Bank und besteht aus der VP Fund Solutions (Liechtenstein) AG sowie der VP Fund Solutions (Luxembourg) SA.
Seit 2018 treibt die VP Bank ihren Expansionskurs  voran und stellte sich im Zeitraum von 2018 bis 2021 personell neu auf. Am 1. März 2018 bezog sie neue Räumlichkeiten an der Talstrasse 59 in Zürich.
Am 1. September 2018  wurde die Lizenz der VP Bank in Singapur von einer «Merchant Bank» in eine «Wholesale Bank» erweitert. Dies ermöglicht es der VP Bank in Singapur, die Produktangebote zu erweitern und eine noch breitere Palette von Dienstleistungen anzubieten.
Mit 1. Oktober 2018 hat aufgrund des Marktaustrittes der Carnegie Fund Services S.A. die VP Fund Solutions (Luxembourg) SA deren Tätigkeiten als Verwaltungsgesellschaft übernommen. Damit wurde der Eintritt in den skandinavischen Markt für VP Fund Solutions und die VP Bank vollzogen.
Im Januar 2019 verließ CEO Alfred W. Moeckli die VP Bank Gruppe und Urs Monstein, seit Mai 2018 Chief Operating Officer der VP Bank, übernahm ad interim die Leitung des Group Executive Managements, bis der Verwaltungsrat der VP Bank Paul H. Arni per 1. Oktober 2019 zum neuen CEO der VP Bank Gruppe ernannte.
Per 1. Februar 2019 wurde die Übernahme der Luxemburger Private Banking Aktivitäten der Catella Bank durch die VP Bank (Luxembourg) SA abgeschlossen. Die Übernahme wurde am 26. Oktober 2018 angekündigt.
Die VP Bank AG (Liechtenstein) und Hywin Wealth Management Co. (China) unterzeichneten am 11. Juli 2019 ein «Memorandum of Understanding» für eine strategische Zusammenarbeit.
Am 24. April 2020 wählte der Verwaltungsrat der VP Bank Gruppe Thomas R. Meier an einer ausserordentlichen Sitzung  mit sofortiger Wirkung zu seinem neuen Präsidenten. Thomas R. Meier war seit 2018 Mitglied des Verwaltungsrats.
Die VP Bank übernahm das Private Banking Geschäft der Öhman Bank S.A. in Luxemburg und baute das Nordics Geschäft weiter aus. Diese Transaktion in Form eines Asset Deals wurde am 1. Januar 2021 erfolgreich vollzogen. Sie beinhaltete die Übernahme von Mitarbeitenden sowie die Migration von Kundenvermögen.
Per 25. März 2021 unterzeichnete die VP Bank offiziell die UN Principles for Responsible Banking (PRB), eine Initiative für verantwortungsvolles Bankwesen.
Die VP Bank AG (Liechtenstein), Hywin Wealth Management Co., Ltd (China) und deren Tochtergesellschaft Hywin Asset Management (Hongkong) Limited unterzeichneten am 9. März 2021 eine Kooperationsvereinbarung. Die Stärkung der strategischen Partnerschaft wird durch die Beteiligung der VP Bank von 3.4 Prozent an der Hywin Holdings Ltd («Hywin Holdco») unterstrichen.
Am 24. April 2024 wählte der Verwaltungsrat der VP Bank Gruppe Stephan Zimmermann seinem neuen Präsidenten des Verwaltungsrates. Stephan Zimmermann war seit 2023 Mitglied des Verwaltungsrats.

## Kennzahlen
Die VP Bank Gruppe verzeichnete für das Geschäftsjahr 2024 einen Konzerngewinn von 18.5 Millionen Schweizer Franken (31. Dezember 2023, 44,2 Mio.). Die betreuten Kundenvermögen beliefen sich per 31. Dezember 2024 auf 50.7 Milliarden Schweizer Franken (Ende 2023, 46.4 Mrd.).